# Gerhard Polzin
Gerhard Polzin (* 8. Januar 1945 in Lietzow auf Rügen) ist ein ehemaliger Präsident des Blinden- und Sehschwachenverbandes der DDR und Autor.

## Leben und Wirken
Gerhard Polzin wurde als Sohn eines Angestellten geboren. Nachdem er im Alter von acht Jahren durch einen Unfall sein Sehvermögen verloren hatte besuchte er die Blindenschule und Erweiterte Oberschule (EOS) für Sehgeschädigte in Königs Wusterhausen. Nach dem Abitur 1964 absolvierte er ein Pädagogikstudium mit den Fachrichtungen Russisch/Englisch an der Karl-Marx-Universität Leipzig mit dem Abschluss als Dipl.-Fremdsprachenlehrer für Erwachsenenbildung. In der Zeit zwischen 1981 und 1986 folgte die Aspirantur mit Promotion zum Dr. paed. an der Wilhelm-Pieck-Universität Rostock.
Von 1970 bis 1984 war Polzin pädagogischer Mitarbeiter beim Rat des Kreises Rügen und 1973 bis 1984 Vorsitzender des Kreisvorstandes Rügen des Blinden- und Sehschwachenverband der DDR (BSV). Im Jahr 1980 trat er in die SED ein. 
1984 wurde Polzin Direktor des Rehabilitationszentrums für Blinde »Ernst Puchmüller« in Neukloster im damaligen Kreis Wismar.  Von 1985 bis 1990 war er Mitglied im Zentralvorstand des BSV, ab September 1986 dessen Sektorleiter Organisation und als Nachfolger von Helmut Pielasch von 1987 bis 1990 Präsident des BSV.
Polzin war zudem Mitglied des Präsidiums der Europäischen Blindenunion (EBU) und von 1993 bis 2006 stellvertretender Arbeitsstableiter beim Beauftragten der Bundesregierung für die Belange behinderter Menschen. Im Jahr 2006 hielt er die Grußrede auf dem Webkongress der Universität Nürnberg „Rund ums Thema Barrierefreiheit“.

## Publikationen (Auswahl)
- Untersuchungen zur Begabungsförderung im Schulhort. Dissertation Universität Rostock, 1986.
- Aus dem Leben eines Sehenichts: 30 ausgewählte MEMotionen. Engelsdorfer Verlag, 2010, ISBN 978-3-86901-966-6.
- Allerleihand. Verse eines Ohrenzeugen. Engelsdorfer Verlag, 2011, ISBN 978-3-86268-581-3.
- Pünktchen-Opa und sein Held. Zehn wahre Geschichten für kleine und große Leute. Engelsdorfer Verlag, Leipzig 2011, ISBN 978-3-86268-423-6.
- Lebensstapfen. Tief ist meiner Heimat Spur; frei erzählt nach wahren Begebenheiten. Engelsdorfer Verlag, Leipzig 2014, ISBN 978-3-95744-006-8.
- Inseln sind wie ein Gedicht. Ein Rügenbuch gegen das Vergessen. Engelsdorfer Verlag, Leipzig 2015, ISBN 978-3-95744-574-2.
- Wohin neigt die Waage sich? oder Das Geheimnis einer alten Brücke. Eine ganz und gar erfundene Geschichte für Erwachsene Engelsdorfer Verlag, Leipzig 2018, ISBN 978-3-96145-334-4.
- Das Leben gleicht dem Regenbogen. Kurzer Rede Sinn und Klang. Engelsdorfer Verlag, Leipzig 2019, ISBN 978-3-96145-746-5.